# Novodvinsk
Novodvinsk (ryska: Новодвинск) är en stad i Archangelsk oblast i Ryssland. Den ligger vid floden Norra Dvina, 20 kilometer söder om Archangelsk. Folkmängden uppgår till cirka 40 000 invånare.

## Historia
Orten grundades 1935 under namnet Vorosjilovskij (ryska: Вороши́ловский). 1941 fick orten namnet Pervomajskij. 1977 fick den sitt nuvarande namn och stadsrättigheter.